# Fototeca Municipal de Sevilla
La Fototeca Municipal de Sevilla es un centro de investigación especializado en documentación gráfica dependiente del Ayuntamiento de Sevilla.

## Historia
Los inicios de la Fototeca Municipal de Sevilla se remontan a 1985 cuando el Ayuntamiento de la capital hispalense compró el archivo fotográfico de la saga de los Serrano, una familia de reputados reporteros gráficos, cuya obra fue publicada en la prensa local y, en menor medida, en la nacional. En los primeros años, la Fototeca vinculada a la Hemeroteca Municipal, se centró en la adquisición y valoración de la fotografía de prensa de Sevilla (archivos de “Gelán”, Sánchez del Pando, Serafín, Cubiles y Vilches). Con posterioridad, la Fototeca se ha enriquecido con una variedad de fondos que contribuyen a la conservación de la memoria gráfica de la ciudad: archivos de fotógrafos aficionados, archivos institucionales –como el de la Alcaldía–, temáticos (como el taurino de Arjona), personales o colecciones privadas. Las últimas adquisiciones (una colección de positivos sobre Sevilla de diversos autores y el archivo Caparró), permiten ampliar la cronología de los fondos desde mediados del siglo XIX a la actualidad. En definitiva, se trata de un centro documental imprescindible para la historia gráfica española, que desde el año 2000 constituye una unidad técnica y funcional dentro del Servicio de Archivo, Hemeroteca y Publicaciones.
Junto a la conservación y descripción de los fondos fotográficos, la comunicación y difusión de los mismos son otras de las funciones y objetivos fundamentales de la Fototeca Municipal. El programa de difusión cultural se ha materializado en numerosas publicaciones, exposiciones, colaboraciones en proyectos y visitas de centros educativos.

## El edificio
Construido entre 1893 y 1913 según proyecto de José Saez y José Gallegos, el edificio en principio hacía funciones de Palacio de Justicia de Sevilla, y que a su vez fue levantado sobre lo que era una antigua alhóndiga.
Durante la década de la década de 1960, los juzgados se trasladaron y el edificio pasó a formar parte del patrimonio municipal, permaneciendo cerrado y en estado de abandono hasta que en 1982, se rehabilita y acondiciona para albergar a diferentes instituciones culturales. El proyecto de esta reforma fue realizado por Cruz y Ortiz, las obras terminaron en 1987. 
Después de su restauración su fachada muestra un pórtico de estilo neoclásico, su interior contiene dos patios con galerías y una escalera de mármol. El edificio es compartido por el Servicio de Archivo, Hemeroteca y Publicaciones del Ayuntamiento de Sevilla (Archivo Municipal de Sevilla, la Hemeroteca Municipal de Sevilla, la Fototeca Municipal de Sevilla y el Departamento de Publicaciones, todos ellos con entrada por C/ Alhóndiga), el Archivo Histórico Provincial de Sevilla y el Archivo General de Andalucía (ambos por entrada C/ Almirante Apocada).